# Vianor
Vianor, del av Nokian Tyres Plc, är en av Nordens ledande däckservice- och bilservicekedjor för flera märken, så kallat "multibrand". Vianorgruppens huvudkontor ligger i staden Nokia i Finland bredvid Nokian Tyres huvudkontor. Vianorkedjan sysselsätter cirka 1400 personer. Vianor har både egna och partnerverkstäder. Vianor betyder "nordisk väg" och är hämtat ifrån latin.
Vianor erbjuder däckservice till detalj-, fleet- och partihandelskundgrupper och alla fordonsgrupper. Vianor säljer inte enbart däck, utan tillhandahåller även bilservice för personbilar och vanar av olika märken.
Vianors historia börjar år 1987 i Norge. Expansionen fortsatte år 1998 i Sverige och 1999 i Finland. År 2005 började verksamheten i Ryssland. Idag har Vianor mer än 1000 verkstäder i 24 länder. Vianorgruppens omsättning år 2011 var cirka 300 miljoner Euro.[källa behövs]